# Torskobb
Torskobb är en ö i Finland. Den ligger i Skärgårdshavet och i kommunen Pargas i den ekonomiska regionen  Åboland i landskapet Egentliga Finland, i den sydvästra delen av landet. Ön ligger omkring 43 kilometer sydväst om Åbo och omkring 180 kilometer väster om Helsingfors.
Öns area är 0,8 hektar och dess största längd är 140 meter i sydväst-nordöstlig riktning. I omgivningarna runt Torskobb växer i huvudsak barrskog. Runt Torskobb är det glesbefolkat, med 8 invånare per kvadratkilometer. Närmaste större samhälle är Nagu, 11,8 km öster om Torskobb.